# 诺基亚5310
諾基亞5310是諾基亞所推出的一款XpressMusic系列的音樂手提電話，於2007年第四季推出市場。它使用基于Series 40 第五版 Feature Pack 1平台的Nokia OS系统。
它以輕薄的機身作賣點，連一公分也未到，外殼有藍色和紅色兩種。除了有二百萬像素的照相機外，還有多項支援音樂功能。